# Fodé Doucouré
Fodé Doucouré (Bamako, 3 de febrero de 2001) es un futbolista maliense que juega en la demarcación de lateral derecho para el Le Havre A. C. de la Ligue 1.

## Selección nacional
Tras jugar en las categorías inferiores de la selección, finalmente el 6 de septiembre de 2024 hizo su debut con la selección de Malí en un partido de clasificación para la Copa Africana de Naciones de 2025 contra Mozambique que finalizó con un resultado de empate a uno tras el gol de Yves Bissouma para Malí, y de Geny Catamo para Mozambique.

## Clubes
| Club              | País    | Año       | Partidos | Goles |
| ----------------- | ------- | --------- | -------- | ----- |
| Stade de Reims II | Francia | 2019-2022 | 27       | 0     |
| Stade de Reims    | Francia | 2020-2022 | 10       | 0     |
| Red Star F. C.    | Francia | 2022-2025 | 98       | 4     |
| Le Havre A. C.    | Francia | 2025-     |          |       |